# Magnimyiolia picea
Magnimyiolia picea är en tvåvingeart som först beskrevs av Erich Martin Hering 1953.  Magnimyiolia picea ingår i släktet Magnimyiolia och familjen borrflugor. Inga underarter finns listade i Catalogue of Life.